# Donald E. Knuth
Donald Ervin Knuth (født 10. januar 1938 Milwaukee, Wisconsin), amerikansk datalog og professor emeritus ved Stanford University.
Knuth er bedst kendt som forfatter af værket The Art of Computer Programming, et centralt værk i datalogien. Knuth har lavet banebrydende arbejde inden for algoritmeanalyse og anses som skaberen af feltet, og Knuth har derudover ydet afgørende bidrag inden for flere andre felter af teoretisk datalogi. 
Knuth er ophavsmand til computer sats-systemet TEX og programmet Metafont til design af skriftsnit, og han er pioner på feltet literate programming.